# Heinrich Eckhard

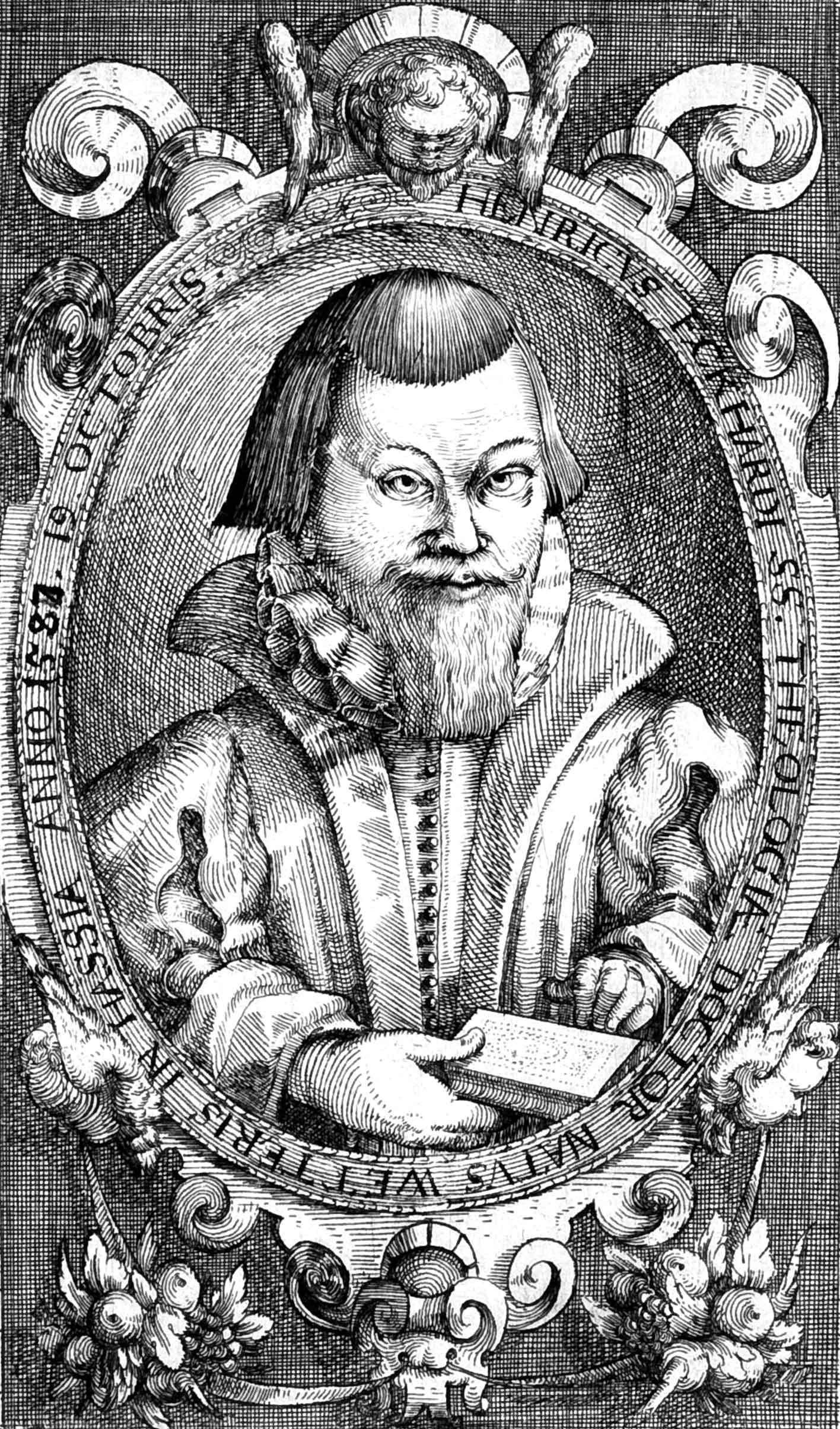
Heinrich Eckhard

Heinrich Eckhard (auch: Henricus Eckhardus, Eckhardi, Eckhart, Eckhardt; * 19. Oktober 1580 in Wetter; † 22. Februar 1624 in Altenburg) war ein deutscher lutherischer Theologe.

## Leben
Eckhard war der Sohn des aus Grünberg gebürtigen Präfekten des Stifts Wetter Johann Eckhardus und dessen Frau Dorothea Reinhard. Nach anfänglichen Schulbesuch in Wetter bezog er im Alter von vierzehn Jahren die Universität Marburg. Hier war unter anderem Balthasar Mentzer der Ältere sein Lehrer in Theologie. 1598 erwarb er den akademischen Grad eines Magisters der Philosophie. 1601 setzte man ihn in Bad Wildungen als Pfarrer ein. Später war er Hofprediger des Burggrafen Georg zu Kirchberg in Farnroda wurde und am 8. April 1603 wieder Pfarrer, diesmal in Singen.
Zusammen mit seinem Bruder Albert erhielt er 1607 die theologische Doktorwürde von der Universität Gießen. Es waren die ersten zwei Personen, die den Doktorgrad von dieser Universität erhielten. Ein Angebot des Ludwig von Hessen am 29. Februar 1608, die dritte Professur der Theologie an jener Universität Gießen einzunehmen, nahm Eckhard bereits im Folgejahr an. Ein weiteres Jahr später jedoch, 1609, gab er das Professorenamt wieder zurück und übernahm 1610 eine Stelle als Superintendent zu Frankenhausen. In Altenburg wurde er 1616 Generalsuperintendent und Konsistorialrat. Dieses Amt behielt er bis zu seinem Tode am 22. Februar 1624 inne.

## Familie
Eckhard war zweimal verheiratet. Seine erste Ehe schloss er am 6. März 1603 in Farnroda mit Ottilia Vogel († 1607), einer Tochter des aus Gotha stammenden Heinrich Vogel. Aus dieser Ehe stammen drei Kinder:
1. Dorothea Barbara Eckhard (* 12. Dezember 1603 in Singen; † 13. Juli 1638 in Jena), heiratete am 11. November 1623 in Altenburg den Jenaer Professor Philipp Horst
2. Laurentius Eckhard (* 22. Januar 1605 in Singen; † 1640 Frankenhausen), Stadtphysikus in Frankenhausen
3. Elisabeth Eckhard (* 1. November 1606 in Singen; † 9. April, begraben am 12. April 1633 in Altenburg), heiratete am 7. September 1624 in Altenburg den Diakon und späteren Stiftsprediger und Konsistorialassessor in Altenburg Jacob Freiesleben (* 26. November 1598 in Weida; † 9. April 1657 in Altenburg)

Seine zweite Ehe ging er am 30. August 1608 in Königsee (Grafschaft Schwarzburg) mit Sabina Born, einer Tochter des gräflichen Amtsschössers in Schwarzburg Friedrich Born, ein. Aus der Ehe stammen elf Kinder:
1. Johannes Balthasar Eckhard (* 7. Januar 1610 in Gießen; † 15. September, begraben am 17. Juni 1616 in Altenburg)
2. Maria Magdalena Eckhard (* 18. Februar 1611 in Frankenhausen; † 3. Dezember, begraben am 4. Dezember 1612 ebenda)
3. Christian Eckhard (* 27. Dezember 1612 in Frankenhausen; † 1. April, begraben am 4. April 1639 in Altenburg), Kandidat der Theologie
4. Susanna Eckhard (* 9. Februar 1614 in Frankenhausen; begraben am 12. Dezember 1614 ebenda)
5. Susanna Eckhard (* 23. Oktober 1615 in Altenburg; † 29. November 1615 ebenda)
6. Johannes Philipp Eckhard (* 7. Oktober 1616 in Altenburg; † 7. Juli 1666 in Altenburg), wurde Bürgermeister Altenburg, heiratete am 9. Oktober 1638 in Altenburg Elisabeth Winter, verwitwete Hammer, eine Tochter des Erfurter Obergeleitsmanns Bartholomäus Winter
7. Caspar Heinrich Eckhard (* 1. Februar 1618 in Altenburg; † 2. Februar 1618 ebenda)
8. Regina Eckhard (* 6. September 1619 in Altenburg; † 13. Mai, begraben am 15. Mai 1640 ebenda), heiratete am 8. November 1634 in Altenburg den dortigen Stiftsprediger Michael Crell (* 2. September 1604 in Nöbdenitz; † 13. März 1651 in Altenburg)
9. Rosina Eckhard (* 13. November 1620 in Altenburg; begraben am 23. März 1628 in Altenburg)
10. Anna Sophia Eckhard (* 26. Juli 1622 in Altenburg; † 4. November, begraben am 6. November 1623 ebenda)
11. Juditha Eckhard (* 2. Oktober 1623 in Altenburg), heiratete am 14. September 1641 in Altenburg den einstigen Pfarrer in Meuselwitz und späteren Pfarrer in Schmölln Christoph Kestner (* 24. September 1608 in Altenburg; † 5. September, begraben am 9. September 1668 in Schmölln)

## Schriften (Auswahl)
- Disputatio Theologica De Baptismo Initiationis Sacramento. Präs.: Georg Mylius. Jena, 1602 (Online)
- Papa Pharisaizans. Qui Non tantum iuratam Papistarum & Pharisaeorum conspirationem ac Syncretismum prodit, Sed Lernam insuper errorum, corruptelarum & abominationum in doctrina, vita, moribus, ritibus & Traditionibus sub Regno pontificio latentem apricum producit. Jena 1605 (Online)
- Fasciculus Controversiarum Theologicarum, Quaestiones Fere Omnes Atque Singulas, De Quibus Inter Augustanae Confessionis Theologos & Calvinianos disceptatur, continens et praeter Adversariorum sententias proprijs ipsorum verbis in quaestionibus singulis descriptas, eorundem argumenta ex Zvinglij, Oecolampadij, Calvini, Martyris, Musculi, Aretij, Danaei, Bezae, Ursini, Zanchij, Sohnij, Sadeelis, Junij, Polani, Bucani, Piscatoris, Trelcatii, Keckermanni, Perkinsij. Nahumi, aliorumq, libris annotata, una cum solida horum retutatione, & sententiae orthodoxae confirmatione exhibens. Leipzig, 1607 (Online); Leipzig, 1609 (Online); Leipzig, 1611 (Online); Leipzig, 1615 (Online)
- Zwo Christliche Leichpredigten: Deren Eine Auß der Vermahnung Christi Luc. 12. Lasset ewre Lenden umbgürtet seyn/ etc. Die Andere Auß den Worten S. Pauli Rom. 14. Leben wir/ so leben wir dem Herrn/ [et]c.: Bey der Begräbnüs/ Des ... Herrn Jacob Geitners/ Rahtskämmerers und Notarii zu Franckenhausen/ Und dann/ Der ... Frawen Barbaren/ seiner ... Wittiben/ Den 26. Augusti/ Und 8. Octob. Anno 1611. Jena, 1611 (Online)
- Opusculum Theologicum De Ordine Ecclesiastico Et Politico. Leipzig, 1612 (Online)
- Isagoge In Catechismum Lutheri: Tyrocinia Literaturae Sacrae Continens, Et Pietati Discentium In Schola Franckenhusae Inserviens / Meditante. Jena, 1612
- Leich Predigt, Auß dem eilfften Capitel des Buchs der Richter, Bey der Begräbnis Mariae Katharinae, Des Ehrngeachten und Erbarn Herr Christoff Fischers, nambhafften Bürgers in Franckenhausen Töchterleins. Welches den 26. Januarij, Anno 1615. seliglich verstorben und den folgenden Tag hernach Christlich zur Erden bestattet worden. Jena 1615 (Online)
- Drey Fest-Predigten, Derer die Eine Von der Witwenschafft der Kirchen Gottes in Vorjahren, und fall des Römischen Babels handelt. Die Andere Erhebliche Motiven anzeiget, warumb das Evangelische häufflein sich von den Bapstumb abgesondert habe. Die Dritte Berichtet, auß was ursachen alle frommen hertzen der Evangelischen Lutherischen Lehre günstig seyn sollen. In wehrendem Evangelische JubelFest. theils in der Fürstl. Schloß-theils in beyden StadtKirchen zu Altenburg den 31. Octob. und 1. Novemb. des 1617 Jahrs gehalten. Altenburg, 1618 (Online)
- Compendium Theologiae Patrum: Ex selectioribus eorundem testimoniis ... in duobus libris congestum, In Quo Piae Antiquitatis Consensus Cum Nostrarum Ecclesiarum doctrina atq[ue] confessione ostenditur, & novitatis calumnia propulsatur atq[ue] abstergitur. Leipzig, 1617 (Online); Leipzig, 1622 (Online);
- Tractatus de Descensu Christi Ad Inferos, Et aliis nonnullis maximè controversis quaestionibus. Leipzig, 1618, (Online)
- Spiegel der Regenten und Unterthanen: Gefasset In vier Predigten/ Welche auff ... Befehlich/ mehrertheils in der Schloßkirchen zu Aldenburg seynd gehalten worden; Die Eine zwar/ Als der ... Herr Johan Georg, Hertzog zu Sachsen ... Churfürst ... Dem ... Herrn Johan Philippen, Hertzogen zu Sachsen ... Die Regierung des Landes/ und bißdaher Administrirte Vormundschafft solenniter übergeben. Die Andere aber/ Als Ihrer F.G. von den Unterthanen die gewöhnliche Huldigung zu Aldenburg geleistet worden. Die Dritte/ Als die Landschafft zu Berahtschlagung etlicher wichtigen Sachen bey einander versamlet gewesen. Die Vierdte/ Als ihre F.G. ihren Natalem celebriret, und ... in das ein und zwantzigste Jahr ihrer Alters den 25. Jan. Anno 1617. ... eingetreten. Leipzig, 1619 (Online)
- Pandectae Controversiarum Religionis: In Quibus Cardo Disputationis Inter Augustanae Confessionis Theologos Et Pontificios vertitur; Non Tantum Sententiae Orthodoxae Syllogisticam demonstrationem, sed praeterea argumentorum etiam contrariorum succinctam refutationem continentes. Leipzig, 1622, Bd. 1 (Online), Bd. 2 (Online); Leipzig, 1652 Bd. 1 (Online), Bd. 2 (Online);